# Cyclatemnus berlandi
Cyclatemnus berlandi es una especie de arácnido del orden Pseudoscorpionida de la familia Atemnidae.

## Distribución geográfica
Se encuentra en Senegal.